# Ellsworth (Kansas)
Ellsworth es una ciudad ubicada en el de condado de Ellsworth en el estado estadounidense de Kansas. En el año 2010 tenía una población de 3120 habitantes y una densidad poblacional de 577,78 personas por km². Se encuentra situado a la orilla del río Smoky Hill, una de las fuentes del río Kansas.

## Geografía
Ellsworth se encuentra ubicada en las coordenadas 38°43′55″N 98°13′45″O / 38.73194, -98.22917 (38.731924, -98.229204).

## Demografía
Según la Oficina del Censo en 2000 los ingresos medios por hogar en la localidad eran de $35,625 y los ingresos medios por familia eran $45,156. Los hombres tenían unos ingresos medios de $30,233 frente a los $19,762 para las mujeres. La renta per cápita para la localidad era de $15,396. Alrededor del 7.1% de la población estaban por debajo del umbral de pobreza.